# Sojuz TMA-03M
Sojuz TMA-03M (ryska: Союз ТMA-03M) var en flygning i det ryska rymdprogrammet. Flygningen transporterade Oleg Kononenko, André Kuipers och Donald Pettit till Internationella rymdstationen.
Farkosten sköts upp från Kosmodromen i Bajkonur, med en Sojuz-FG-raket, den 21 december 2011. Man dockade med rymdstationen den 21 december 2011.
Efter nästan 190 dagar lämnade farkosten rymdstationen den 1 juli 2012. Några timmar senare återinträdde den i jordens atmosfär och landade i Kazakstan.
I och med att farkosten lämnade rymdstationen var Expedition 31 avslutad.